# Thảm họa giẫm đạp ở Phnom Penh
Thảm họa giẫm đạp tại Phnôm Pênh xảy ra vào ngày 22 tháng 11 năm 2010 khi 347 người thiệt mạng và 755 người khác bị thương trong một sự cố náo loạn trong Lễ hội nước Khmer tại thủ đô Phnôm Pênh của Campuchia.

## Bối cảnh
Sự kiện giẫm đạp diễn ra vào ngày cuối trong ba ngày của Lễ hội nước để kỷ niệm kết thúc thời kỳ gió mùa và đảo nghịch dòng chảy bán thường niên của sông Tonlé Sap. Thường thuật ban đầu cho thấy rằng người đi lễ tụ tập tại đảo Kim Cương ("Koh Pich"), một dải đất thiêng kéo dài vào Tonlé Sap, để xem đua thuyền và sau đó là một nhạc hội.
Đây là tai nạn gây tử vong lần thứ ba trong lịch sử lễ hội, song mức độ thì vượt trội; năm người chèo thuyền trên một chiếc thuyền chết đuối vào năm 2008, và một vụ khác vào năm 2009.

## Sự kiện
Hỗn loạn diễn ra vào lúc 21:30 (UTC+7) trên một cầu qua sông, song các nhân chứng nói rằng mọi người bị "tắc trên cầu" vài giờ trước đó, và các nạn nhân không thoát được cho đến vài giờ sau khi hỗn loạn thực sự diễn ra. 347 người thiệt mạng, và có đến hơn 755 người bị thương, một số bị nghiêm trọng, và nhiều bệnh viện địa phương không đủ năng lực điều trị cho dòng nạn nhân. Tổng số người thiệt mạng từng được liệt kê là 456, song vào ngày 25 tháng 11, chính phủ giảm tổng số thiệt mạng chính thức xuống 347, dựa trên tổng số mà Bộ trưởng các vấn đề xã hội Ith Sam Heng đưa ra.

### Nguyên nhân
Một nhân chứng thuật rằng nguyên nhân của hỗn loạn là do "quá nhiều người trên cầu và...hai đầu đều xô lấn. Điều này gây hoảng sợ đột ngột. Xô lấn khiến những người ở giữa cầu bị ngã xuống nền, sau đó bị dẫm đạp." Trong khi nỗ lực tránh khỏi hỗn loạn, ông nói rằng nhiều người bám vào dây điện, khiến có thêm người thiệt mạng do điện giật. Một trong số các bác sĩ điều trị nói rằng điện giật và nghẹt thở là các nguyên nhân chủ yếu dẫn đến tử vong trong tai nạn, song chính phủ bất đồng trong tuyên bố về điện giật.
Một nhà báo của The Phnom Penh Post nói rằng hỗn loạn diễn ra do cảnh sát phun vòi rồng vào những người trên cầu trong một nỗ lực nhằm buộc họ rời khỏi cầu sau khi nó bắt đầu rung lắc, khiến những người trên cầu hoảng sợ.
Bộ trưởng Thông tin Khieu Kanharith nói rằng hỗn loạn bắt đầu khi xảy ra hoảng sợ sau khi một vài người bất tỉnh trên đảo khi đó đang đông đúc.

## Phản ứng
Thủ tướng Campuchia Hun Sen nói rằng "Trong sự kiện đau khổ này, tôi muốn chia sẻ lời chia buồn của mình với các đồng bào và gia đình của các nạn nhân." Ông ra lệnh tiến hành một cuộc điều tra về sự kiện, và tuyên bố ngày 25 tháng 11 là một ngày quốc tang. Chính phủ nói rằng điều tra sẽ được tiến hành bởi một ủy ban đặc biệt, lấy chứng cứ và lời khai từ các nhân chứng trong sự kiện. Báo cáo sơ bộ của cuộc điều tra được công bố vào ngày 24 tháng 11, nói rằng hỗn loạn gây ra do cầu rung lắc, điều này gây hoảng sợ cho nhiều người trên cầu. Kết quả điều tra chính thức cho biết cầu rộng 7m, dài 101m, có trọng tải 500 tấn nhưng số người có mặt trên cầu lúc tai nạn xảy ra là khoảng 7.000 đến 8.000 người, tức khoảng 10-12 người/m², vượt quá trọng tải cho phép.
Chính phủ cho biết sẽ chi trả 5 triệu riel, hay 1.250 USD, cho gia đình của mỗi nạn nhân thiệt mạng, và chi trả một triệu riel (250$) cho mỗi trường hợp bị thương. Ngày 24 tháng 11, chính phủ công bố kế hoạch xây dựng một tháp nhằm tưởng niệm những người thiệt mạng trong sự kiện.
Ngày 23 tháng 11, tức ngày sau khi sự kiện xảy ra, khoảng 500 hòa thượng đến địa điểm xảy ra hỗn loạn để cầu siêu cho những người thiệt mạng.